# 캐딜락 옵틱
캐딜락 옵틱(영어: Cadillac Optiq)은 미국의 자동차 제조업체인 제너럴 모터스의 산하에서 판매되고 중국 제조업체인 상하이 자동차와 제너럴 모터스의 합작 회사인 SAIC-GM에서 생산되는 배터리 전기 소형 럭셔리 크로스오버 SUV이다.

## 개요

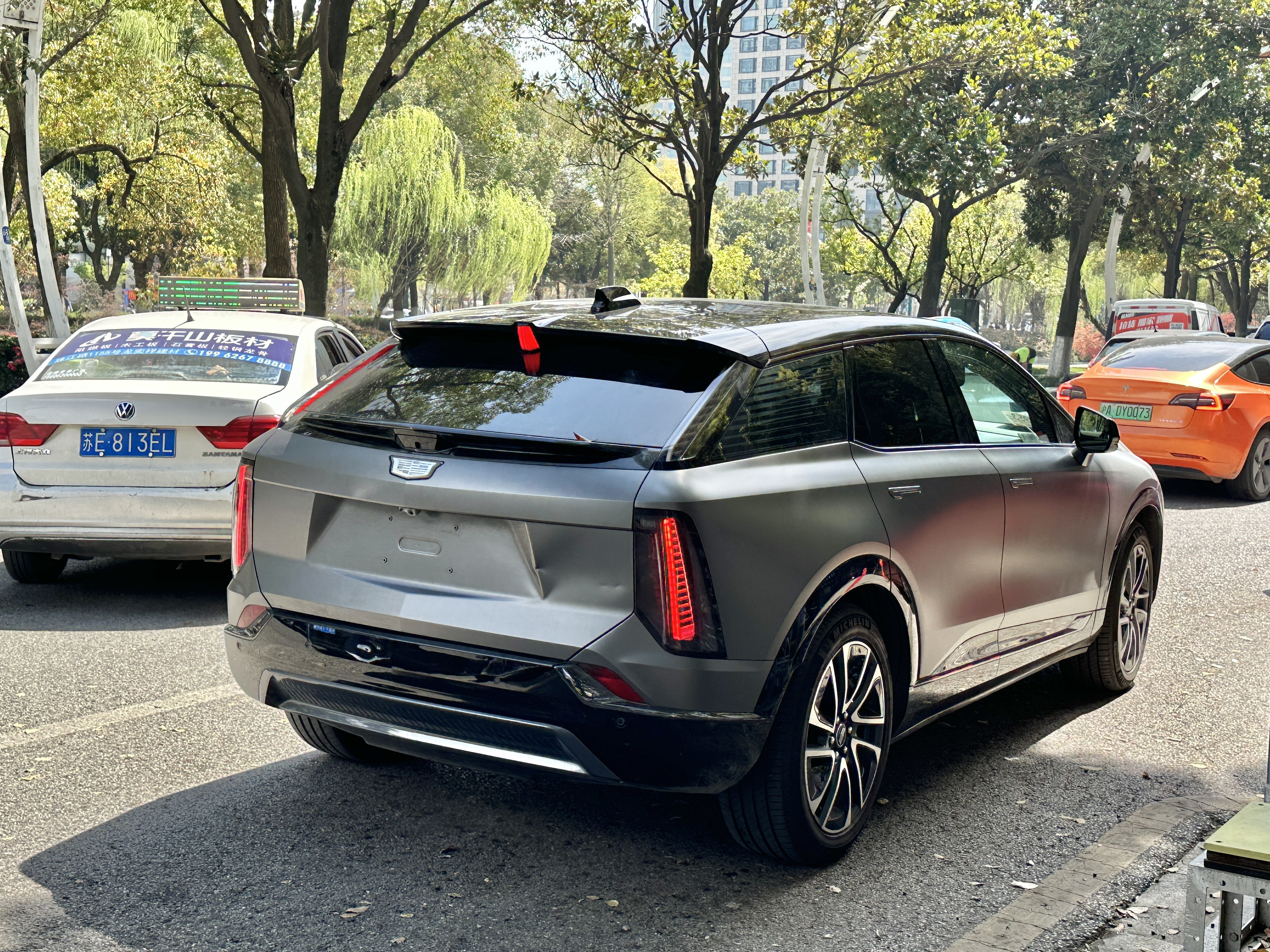
캐딜락 옵틱의 후면

2023년 하반기에 중국 시장에서만 판매 예정이며, 각각 150kW, 180kW 출력의 2가지 트림으로 출시된다.

## 생산 대수
| 연도   | 중국 시장 |
| ------ | --------- |
| 2024년 | 2,854     |